# Dấu luyến

Dấu luyến

Dấu luyến (tiếng Anh: slur) là một ký hiệu trong hệ thống ký hiệu nhạc phương Tây, có hình dạng một nét cong, biểu thị một cách thức biểu diễn nhóm các nốt nhạc có cao độ khác nhau. Cần biểu diễn những nốt nhạc chịu tác động của dấu luyến một cách không bị chia cắt bởi sự ngắt âm.

## Hình thức
Dấu luyến xuất hiện trong các bản tổng phổ hoặc bè nhạc theo ba hình thức khác nhau:
1. Người soạn nhạc viết thuật ngữ legato để ghi chú nét lướt cần luyến. Thường dùng cách này ở đầu một nét lướt nếu muốn luyến một nét rất dài hoặc thậm chí cả một phần của tác phẩm âm nhạc. Lưu ý cần phân tiết, phân câu cho thích hợp trong một không gian âm nhạc mang màu sắc legato.
2. Người soạn nhạc dùng ký hiệu leg. (viết tắt của legato) phía trên nốt nhạc hoặc nét lướt cần luyến.
3. Người soạn nhạc vẽ dấu luyến. Vị trí của nó tùy thuộc vào hướng của đuôi của hình nốt nhạc: đuôi hướng lên thì vẽ ở dưới, đuôi hướng xuống thì vẽ ở trên. Trong trường hợp hình nốt nhạc không có đuôi thì việc đặt dấu luyến ở trên hay dưới tùy vào vị trí trong khuông nhạc. Cuối cùng, nếu đuôi của các nốt nhạc hướng lên, hướng xuống khác nhau thì dấu luyến luôn được nằm ở phía trên.

Ví dụ về dấu luyến

## Sử dụng và tác dụng
Dấu luyến hàm ý rằng các nốt dưới tác động của nó cần phải được biểu diễn (hay ca hát) một cách mượt mà theo một cách liên tục, không để lộ sự ngăn cách giữa các nốt. Điều này có nghĩa, nốt đầu sẽ tiếp diễn đến khi nốt cuối được cất lên. Có thể nói rằng kỹ thuật legato này trái ngược với kỹ thuật staccato (ngắt âm), song bản thân kỹ thuật legato không nhất thiết hàm ý rằng không được có ngắt âm mà đó là sự ngắt âm hết sức mượt mà.

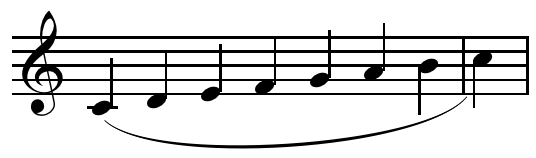
Gamme âm nguyên tại Đô, legato

Dấu luyến áp dụng lên các nốt nhạc khác cao độ và có thể khác loại nhau. Có thể áp dụng cho hai hoặc nhiều hơn hai nốt cùng một lúc. Thỉnh thoảng dấu luyến có thể ôm lấy nhiều ô nhịp, và trong trường hợp đó có lẽ nhà soạn nhạc có dụng ý rằng cần phải cố gắng biểu diễn những nốt nhạc đó càng legato (mượt mà) càng tốt.
Ngoài ra, khi bè cho hai nhạc cụ được soạn trên cùng một khuông nhạc, mà trong cả hai bè đó lại có những nhóm nốt nhạc luyến giống nhau ở cả hai bè thì thông thường người soạn nhạc vẫn viết rõ hai bộ dấu luyến; tuy nhiên, một số bản tổng phổ lại chỉ viết một bộ dấu luyến cho một bè và ngầm hiểu áp dụng cách luyến đó cho bè kia.

## Nhầm lẫn
Dấu luyến có thể bị nhầm lẫn với:
- Dấu nối: dấu nối cũng có dạng nét cong song được dùng để nối hai nốt cùng cao độ, hàm ý là trường độ của hai nốt được nhập làm một.
- Dấu phân tiết/phân câu (phrase mark): dấu phân tiết là một đường cong vắt qua một nét lướt, trông không khác gì dấu luyến, có ý nghĩa rằng nên biểu diễn nét lướt đó như một tiết đơn nhất.

## Kỹ thuật biểu diễn
- Trong âm nhạc dành cho các nhạc cụ dây dạng kéo dây thì cần chơi các nốt luyến trong một lần kéo.
- Trong âm nhạc dành cho nhạc cụ hơi thì cần chơi các nốt luyến mà không dùng lưỡi để ngắt âm từng nốt (tonguing).[4][5][6]
- Trong âm nhạc dành cho ghita, cần chơi các nốt luyến mà không gảy riêng từng dây.
- Trong âm nhạc dành cho dương cầm, cần chơi các nốt luyến bằng cách không nhấc ngón tay khỏi một phim này cho đến khi ngón tay khác nhấn phím khác ứng với nốt tiếp theo.
- Trong thanh nhạc, dấu luyến được dùng để đánh dấu các nốt cần được hát thành một âm tiết duy nhất.